# Roche (Loire)
Roche település Franciaországban, Loire megyében. Lakosainak száma 252 fő (2022. január 1.). Roche Saint-Anthème, Châtelneuf, Essertines-en-Châtelneuf, Lérigneux és Saint-Bonnet-le-Courreau községekkel határos.

## Népesség
A település népessége az elmúlt években az alábbi módon változott:
| Lakosok száma | 376  | 316  | 287  | 268  | 275  | 263  | 254  | 254  | 253  | 252  |
|               | 1968 | 1982 | 1990 | 2006 | 2013 | 2015 | 2017 | 2019 | 2020 | 2022 |